# 1957 en droit
Cet article présente les faits marquants de l'année 1957 en droit.

## Événements

### Janvier
- Les associations sont dissoutes en République populaire de Hongrie.
- 1er janvier : la Sarre, est rattachée à la RFA.

### Mars
- Rejet de la Constitution Lyttleton par les Noirs au Kenya[1].
- 6 mars : indépendance du Ghana, alors « Gold Coast », octroyée par le Royaume-Uni.
- 25 mars : signature du traité de Rome : création, au 1er janvier 1958, de la Communauté économique européenne (CEE) et de l'Euratom, ou Communauté européenne de l'énergie atomique (CEEA). Le processus d'intégration des pays européens prend une nouvelle dimension avec cette alliance regroupant la Belgique, la République fédérale d'Allemagne, la France, l'Italie, le Luxembourg et les Pays-Bas. La CEE se fixe pour but d’unifier progressivement les politiques économiques et financières des nations membres, de constituer un marché commun agricole et industriel, et de mettre en application les quatre libertés, à savoir : la libre circulation des marchandises, des personnes, des services et du capital (art. 67 à 73). Ce traité fonde également une troisième communauté européenne d’une durée indéfinie, l’Euratom ou Communauté européenne de l'énergie atomique (CEEA), entre les membres des deux autres communautés (la CECA originelle et la nouvelle CEE.). L’objectif d’Euratom est de promouvoir l’utilisation pacifique de l’énergie nucléaire comme de la recherche.

### Juillet
- 25 juillet : abolition de la monarchie et proclamation de la République de Tunisie. Habib Bourguiba devient le premier Président de la République.

### Septembre
- 9 septembre : vote du Civil Rights Act par le Congrès, il met en place une législation favorable aux droits civiques des minorités aux États-Unis. Il autorise l’inculpation de quiconque chercherait à empêcher un citoyen de voter. Le vote Noir reste cependant faible.
- 14 septembre : l'Assemblée générale de l'ONU condamne l'intervention soviétique en Hongrie.

### Octobre
- Constitution Lennox-Boyd. Autonomie du Nigeria Oriental et du Nigeria Occidental[2].